# モンロービル (ペンシルベニア州)
モンロービル（英: Monroeville）は、アメリカ合衆国ペンシルベニア州のアレゲニー郡にある町（ボロ）。ピッツバーグの東24キロメートルにあり、同都市圏に属している。人口は2万8640人（2020年）。

## 歴史
モンロービルは、地域の初代郵便局長だったジョエル・モンローにちなんで町名が付けられ、18世紀半ばから後半に入植された。1849年、パットン・タウンシップとして法人化され、1951年1月25日になってモンロービル・ボロとなった。1974年5月21日に自治ルール認証自治体となった。

## 地理
モンロービルはピッツバーグ市の郊外にあり、座標では北緯40度25分52秒 西経79度45分55秒 / 北緯40.43111度 西経79.76528度に位置している。
アメリカ合衆国国勢調査局に拠れば、領域全面積は19.8平方マイル (51.3 km2)であり、このうち陸地19.8平方マイル (51.3 km2)、水域は0.016平方マイル (0.026 km2)で水域率は0.05%である

## 隣接する町
アレゲニー郡
- ピトケアン・ボロ（モンロービルに囲まれている）
- ノースバーセイルズ・タウンシップ（南西）
- ウィルマーディング・ボロ（南西）
- タートルクリーク・ボロ（西）
- ウィルキンス・タウンシップ（西）
- ペンヒルズ・タウンシップ（北西）
- プラム・ボロ（北）

ウェストモアランド郡
- マリーズビル・ボロ（東）
- ペン・タウンシップ（南東）
- トラフォード・ボロ（南）

## 人口動態
2010年国勢調査に拠れば、モンロービル・ボロの人口は28,386 人だった。人種構成は白人79.51%、アフリカ系アメリカ人12.58%、アジア系6.07%、その他の人種0.42%、ヒスパニック系1.41%だった。ピッツバーグ都市圏では人種的多様性の強い町である。
以下は2000年国勢調査による人口統計データである。
| 基礎データ - 人口: 29,349 人 - 世帯数: 12,376 世帯 - 家族数: 8,044 家族 - 人口密度: 572.6人/km2（1,483.0 人/mi2） - 住居数: 13,159 軒 - 住居密度: 256.7軒/km2（664.9 軒/mi2） 人種別人口構成 - 白人: 85.58% - アフリカン・アメリカン: 8.29% - ネイティブ・アメリカン: 0.14% - アジア人: 4.41% - 太平洋諸島系: 0.04% - その他の人種: 0.30% - 混血: 1.23% - ヒスパニック・ラテン系: 0.77% 年齢別人口構成 - 18歳未満: 20.4% - 18-24歳: 6.2% - 25-44歳: 27.4% - 45-64歳: 25.8% - 65歳以上: 20.3% - 年齢の中央値: 43歳 - 性比（女性100人あたり男性の人口） - 総人口: 88.5 - 18歳以上: 84.8 | 世帯と家族（対世帯数） - 18歳未満の子供がいる: 25.8% - 結婚・同居している夫婦: 52.7% - 未婚・離婚・死別女性が世帯主: 9.7% - 非家族世帯: 35.0% - 単身世帯: 30.8% - 65歳以上の老人1人暮らし: 12.1% - 平均構成人数 - 世帯: 2.30人 - 家族: 2.89人 収入と家計 - 収入の中央値 - 世帯: 44,653米ドル - 家族: 53,474米ドル - 性別 - 男性: 41,100米ドル - 女性: 30,232米ドル - 人口1人あたり収入: 24,031米ドル - 貧困線以下 - 対人口: 6.6% - 対家族数: 4.9% - 18歳未満: 9.4% - 65歳以上: 6.1% |

## 交通
アメリカ国道22号線が事業用道路としてモンロービルを通っている。パークウェイ・イースト（州間高速道路376号線）が東に延伸されてペンシルベニア・ターンパイクと接続されたときに、アメリカ国道22号線がその道路となり、元々の22号線はウィリアム・ペン・ハイウェイとして産業道路22号線となった。今日国道22号線がボロの主事業地区を通っている。この道路は、ペンシルベニア・ターンパイク（州間高速道路76号線）と共に、ペン・リンカーン・パークウェイ（州間高速道路376号線の国道22号線との合流部）の東部、アメリカ国道22号線産業道路、ペンシルベニア州道48号線が交差し、州内第3の繁華な交差点を形成している。ペンシルベニア・ターンパイクの出口57番（旧6番）がモンロービルにあり、州間高速道路76号線とのインターチェンジになっている。アメリカ国道22号線もボロの北東部にペンシルベニア州道286号線とのインターチェンジがある。
ピッツバーグ・モンロービル空港、別名ハロルド・W・ブラウン記念飛行場は、座標北緯40度27分08秒 西経79度46分29秒 / 北緯40.452290度 西経79.774768度にある民間空港である。長さ690メートルの舗装滑走路1本がある。
アレゲニー郡港湾局のバス路線がピッツバーグ中心街まで運行されており、またバスで通勤する者のためにパーク・アンド・ライド用駐車場数か所がボロ内にある。

## ボロ政府
ボロの首長1人と立法委員会7人がボロ政府を構成している。委員はボロ内7つの小選挙区からそれぞれ1人が選ばれている。

## 教育
モンロービルの幼稚園から12年生は、公共教育学区であるゲイトウェイ教育学区が管轄する学校で教育を受けており、児童生徒数は3,800人である。高等教育機関としてはアレゲニー郡コミュニティカレッジ・ボイス・キャンパスや、ペンシルベニア州立インディアナ大学のペンセンター・イーストにある衛星施設を利用できる。モンロービル会議場（イクスポマート）とウェスタン・スクール・オブ・ヘルス・アンド・ビジネス・モンロービル校がモンロービル・ボロの中にある。

## 経済
モンロービルにはショッピングモールのモンロービル・モールがある。その他オフィスパークが数か所と、1960年代以来の高層ホテルもある。

## 大衆文化の中で
- NBCテレビの番組『Scrubs〜恋のお騒がせ病棟』の中で、ロバート・"ボブ"・ケルソー医師がその家族は（ケルソノビッチ家）がモンロービルに移ったと言っている[15]
- ジョージ・A・ロメロ監督の1978年のホラー映画『ゾンビ』の多くのシーンがモンロービル・モールで撮影された
- ロックバンド、マイ・ケミカル・ロマンスの歌『Early Sunsets over Monroeville』は、上記の映画『ゾンビ』に基づいている
- ケヴィン・スミス監督の2008年の映画『恋するポルノ・グラフィティ』はモンロービルが舞台になっている。撮影はモンロービル・モールとモンロービル政府ビルで行われた[16]。この映画ではモンロービル・ゾンビーズという架空のレクリエーション・ホッケーのチームが出て来る[17]
- グレッグ・モットーラ監督の2009年の映画『アドベンチャーランドへようこそ』ではモンロービルが短時間出てくる
- ゲームの『Urban Dead』では、使われている地図2枚の1つがモンロービルである。この地図はジョージ・A・ロメロ監督の2008年の映画『ダイアリー・オブ・ザ・デッド』のイギリス公開に当たって、宣伝キャンペーンの一部として使われた。 この地図は仮想のものだが実際のモンロービルの地図とよっく似ている
- スティーヴン・キングが1983年に出版した小説『クリスティーン』では、架空の町リバティビルの郊外が舞台になる。これはモンロービルに隣接する町である。モンロービル・モールが繰り返し言及される
- ゲームの『Fallout 3』にもモンロービルが出てくる[18]

## 著名な出身者
- ロジャー・キングダム、陸上競技選手、110メートルハードルで1984年ロサンゼルスオリンピック、1988年ソウルオリンピックの金メダリスト[19]
- ケン・モッカ、メジャーリーグベースボール選手（ピッツバーグ・パイレーツ、中日ドラゴンズ他）、監督（オークランド・アスレチックス他）
- マイク・フラニカ、メタルコア・バンドのデヴィル・ウェアーズ・プラダのリードボーカル
- ポール・グレアム、ベンチャーキャピタリスト、コンピュータ・プログラマー、モンロービルのゲイトウェイ高校卒